# Warren (hrabstwo Waushara)
Warren – miasto w Stanach Zjednoczonych, w stanie Wisconsin, w hrabstwie Waushara.